# Meistriliiga 2012
La Meistriliiga 2012 fu la 22ª edizione della massima serie del campionato estone di calcio disputata tra il 10 marzo e il 3 novembre 2012 e conclusa con la vittoria del Kalju Nõmme, al suo primo titolo.
Capocannoniere del torneo fu Vladislav Ivanov con 23 reti.

## Formula
Le 10 squadre partecipanti si sono affrontate in un doppio girone di andata e ritorno, per un totale di 36 giornate.

La squadra campione di Estonia ha il diritto a partecipare alla UEFA Champions League 2013-2014 partendo dal secondo turno preliminare.

Le squadre classificate al secondo e terzo posto sono ammesse alla UEFA Europa League 2013-2014 partendo dal primo turno preliminare.

La vincitrice della Coppa nazionale è ammessa alla UEFA Europa League 2013-2014 partendo dal secondo turno preliminare.

L'ultima classificata è retrocessa direttamente in Esiliiga, mentre la penultima disputa uno spareggio contro la seconda classificata della Esiliiga per la permanenza in Meistriliiga.

## Squadre partecipanti
| Club            | Città      | Stadio                   | Posizione 2011       |
| --------------- | ---------- | ------------------------ | -------------------- |
| Flora Tallinn   | Tallinn    | A. Le Coq Arena          | Campione             |
| Kalev Sillamäe  | Sillamäe   | Stadio Kalevi            | 5º posto             |
| Kalev Tallinn   | Tallinn    | Kalevi Keskstaadion      | 1º posto in Esiiliga |
| Kalju Nõmme     | Tallinn    | Stadio Hiiu              | 2º posto             |
| Kuressaare      | Kuressaare | Kuressaare linnastaadion | 9º posto             |
| Levadia Tallinn | Tallinn    | Stadio Kadrioru          | 4º posto             |
| Paide           | Paide      | Stadio Ühisgümnaasiumi   | 6º posto             |
| Tammeka Tartu   | Tartu      | Stadio Tamme             | 7º posto             |
| Trans Narva     | Narva      | Stadio Kreenholmi        | 3º posto             |
| Viljandi        | Viljandi   | Viljandi linnastaadion   | 8º posto             |

## Classifica
|                    | Pos. | Squadra         | Pt | G  | V  | N  | P  | GF  | GS | DR  |
| ------------------ | ---- | --------------- | -- | -- | -- | -- | -- | --- | -- | --- |
| Estonia (bandiera) | 1.   | Kalju Nõmme     | 92 | 36 | 29 | 5  | 2  | 106 | 17 | +89 |
|                    | 2.   | Levadia Tallinn | 83 | 36 | 25 | 8  | 3  | 85  | 22 | +63 |
|                    | 3.   | Flora Tallinn   | 81 | 36 | 26 | 3  | 7  | 87  | 24 | +63 |
|                    | 4.   | Trans Narva     | 55 | 36 | 16 | 7  | 13 | 52  | 44 | +8  |
|                    | 5.   | Kalev Sillamäe  | 55 | 36 | 15 | 10 | 11 | 51  | 43 | +8  |
|                    | 6.   | Paide           | 42 | 36 | 11 | 9  | 16 | 34  | 52 | -18 |
|                    | 7.   | Kuressaare      | 26 | 36 | 5  | 11 | 20 | 31  | 80 | -49 |
|                    | 8.   | Viljandi        | 26 | 36 | 6  | 8  | 22 | 33  | 88 | -55 |
|                    | 9.   | Kalev Tallinn   | 21 | 36 | 4  | 9  | 23 | 27  | 87 | -60 |
|                    | 10.  | Tammeka Tartu   | 20 | 36 | 4  | 8  | 24 | 30  | 79 | -49 |

Legenda:

      Campione d'Estonia  e ammessa alla UEFA Champions League 2013-2014

      Ammesse alla UEFA Europa League 2013-2014

      Allo spareggio promozione-retrocessione

      Retrocessa in Esiliiga 2013

## Risultati
|                 | Flo     | KlS     | KlT     | Klj     | Kur     | Lev     | Pai     | Tam     | Tra     | Vil     |
| --------------- | ------- | ------- | ------- | ------- | ------- | ------- | ------- | ------- | ------- | ------- |
| Flora Tallinn   | ––––    | 3-0 4-0 | 5-0 3-1 | 1-0     | 0-1 2-0 | 0-1 1-2 | 1-0 3-0 | 4-0 5-1 | 2-1 0-1 | 5-0     |
| Kalev Sillamäe  | 0-2 1-2 | ––––    | 4-1 3-0 | 0-2     | 0-0 2-1 | 0-0 1-1 | 1-1 1-2 | 2-0 3-1 | 1-0 0-3 | 2-0 2-2 |
| Kalev Tallinn   | 0-3 1-1 | 1-2 0-3 | ––––    | 0-5 1-3 | 2-1 0-3 | 1-2 0-6 | 1-0 0-3 | 1-0 1-4 | 0-0 0-1 | 2-1 2-2 |
| Kalju Nõmme     | 2-0     | 5-0 2-2 | 3-1 7-0 | ––––    | 2-0 6-1 | 0-0 2-2 | 1-0 1-1 | 3-0 5-1 | 4-1 1-0 | 4-0 3-0 |
| Kuressaare      | 1-3 0-2 | 2-2 1-2 | 3-3 2-1 | 0-9 0-1 | ––––    | 0-2 0-1 | 0-1 1-1 | 1-1 3-2 | 0-0 0-3 | 0-0 3-3 |
| Levadia Tallinn | 1-1 5-4 | 1-1 0-2 | 0-0 4-1 | 1-1 0-1 | 5-0 7-0 | ––––    | 1-0 4-0 | 1-0 3-0 | 4-0 0-2 | 2-0 2-1 |
| Paide           | 0-5 0-6 | 1-1 2-0 | 1-0 0-0 | 1-3 0-2 | 2-1 1-1 | 1-5 1-2 | ––––    | 2-0 4-1 | 0-0 2-3 | 0-1 0-2 |
| Tammeka Tartu   | 0-2 0-3 | 0-0 0-3 | 2-1 1-1 | 0-4 1-4 | 0-0 2-2 | 0-1 0-3 | 1-2 1-1 | ––––    | 2-3 2-1 | 1-1 4-0 |
| Trans Narva     | 1-2 2-2 | 0-2 1-0 | 5-1 1-1 | 1-2 0-2 | 2-0 1-2 | 1-2 0-6 | 2-0 0-0 | 2-0 4-0 | ––––    | 1-1 3-1 |
| Viljandi        | 0-2     | 0-3 0-5 | 1-1 2-1 | 0-3 1-9 | 3-1 6-0 | 0-3 0-5 | 0-2     | 3-2 0-0 | 0-1 2-5 | ––––    |

## Spareggio promozione-retrocessione
|                | Risultati |                | Luogo e data              |  |
| -------------- | --------- | -------------- | ------------------------- |  |
| Tarvas Rakvere | 1 - 2     | Kalev Tallinn  | Rakvere, 11 novembre 2012 |  |
| Kalev Tallinn  | 1 - 0     | Tarvas Rakvere | Tallinn, 17 novembre 2012 |  |
|                |           |                |                           |  |

Il  Kalev Tallinn mantiene il posto in Meistriliiga.

## Classifica marcatori
| Gol |  |  | Giocatore             | Squadra                              |
| --- |  |  | --------------------- | ------------------------------------ |
| 23  |  |  | Vladislav Ivanov      | Kalev Sillamäe (10) Trans Narva (13) |
| 22  |  |  | Tarmo Neemelo         | Kalju Nõmme                          |
| 17  |  |  | Zakaria Beglarishvili | Flora Tallinn                        |
| 13  |  |  | Jüri Jevdokimov       | Kalju Nõmme                          |
| 12  |  |  | Igor Morozov          | Levadia Tallinn                      |
| 11  |  |  | Rimo Hunt             | Levadia Tallinn                      |
| 10  |  |  | Andre Frolov          | Flora Tallinn                        |
| 10  |  |  | Hidetoshi Wakui       | Kalju Nõmme                          |
| 10  |  |  | Artur Rättel          | Levadia Tallinn                      |
| 10  |  |  | Aleksandr Alekseev    | Trans Narva                          |
| 9   |  |  | Igor Subbotin         | Levadia Tallinn                      |
| 9   |  |  | Valeri Minkenen       | Flora Tallinn                        |
| 9   |  |  | Damiano Quintieri     | Kalju Nõmme                          |

## Verdetti
- Campione:  Kalju Nõmme
- In UEFA Champions League 2013-2014:  Kalju Nõmme (al secondo turno di qualificazione)
- In UEFA Europa League 2013-2014:  Levadia Tallinn,  Flora Tallinn (al primo turno di qualificazione)
- Retrocessa in Esiliiga:  Tammeka Tartu (poi ripescata)
- Viljandi non iscritta alla stagione successiva.